# Lucid Air
La Lucid Air est une berline électrique du constructeur automobile américain Lucid Motors présentée en 2016, et produite depuis 2021.

## Présentation
La Lucid Air devait être présentée au salon de New York en avril 2020 mais celui-ci a été reporté fin août 2020 en raison de la pandémie de Covid-19 aux États-Unis. Sa présentation officielle est annoncée pour le 9 septembre 2020,
Le constructeur lance la production de la Lucid Air en septembre 2021 dans l'usine de Casa Grande en Arizona, pour une livraison des premiers modèles en fin octobre sur le territoire américain. Elle est commercialisée en Europe à partir de juin 2022.
En avril 2022, Lucid Motors annonce une commande de l'Arabie Saoudite de 50 000 voitures avec une option sur 50 000 exemplaires supplémentaires. Le pays est le premier actionnaire de Lucid Motors avec 61 % des parts.
En 2023, Lucid commercialise les versions d'entrée de gamme Air Pure et Air Touring dans certains pays européens : Norvège, Suisse, Allemagne et Pays-Bas. Elle coûte au moins 96 360 € sur le marché norvégien, où elle est la moins chère parmi ces 4 pays. Une version propulsion de l'Air Pure, qui n'est dans un premier temps commercialisée qu'en version AWD, est prévue pour 2024.

## Caractéristiques

### Motorisations
La Lucid Air bénéficie de motorisations électriques de 480 ch à 1 111 ch.
En avril 2022, Lucid ajoute la version Grand Touring Performance de 1 050 ch, avec comme performances le 0 à 100 km/h effectué en 2,6 secondes et une vitesse de pointe de 270 km/h.

### Batterie
La Lucid Air fonctionne sous une tension de 900 volts et peut recevoir une batterie lithium-ion d'une capacité de 130 kWh sur la version haut de gamme fournie par Samsung SDI. Deux autres batteries sont disponibles sur les versions d'entrée et de moyenne gamme, de respectivement 92 kWh et 113 kWh. L'agence pour la protection de l'environnement (EPA), aux États-Unis, a validé l'autonomie de la Lucid Air en septembre 2021 avec 520 miles soit 836 km pour la Dream Edition Range avec des roues de 19 pouces, mais avec un tarif deux fois supérieur à sa principale rivale, la Tesla Model S Long Range.

## Finitions
- Air Pure
- Air Touring
- Air Grand Touring
- Air Grand Touring Performance

### Série spéciale
- Dream Edition, 933 ch.

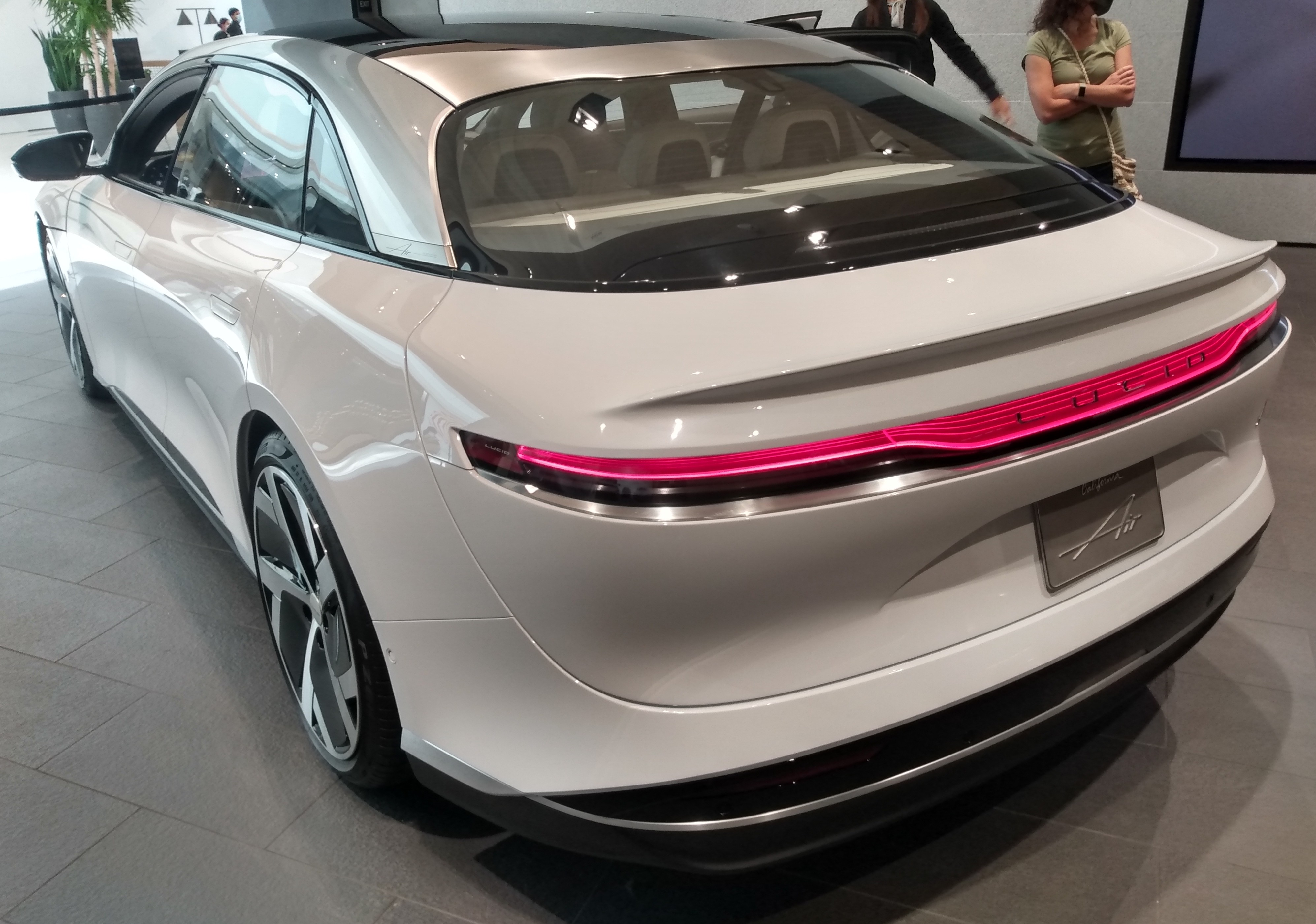
Lucid Air Dream Edition

- Dream Edition Performance, 1 111 ch.

## Concept car
La Lucid Air est préfigurée par le concept car Lucid Motor Atvus présenté au salon de l'automobile de Los Angeles 2016.